# Cemil Turan
Cemil Turan (ur. 1947 w Stambule) – piłkarz turecki grający na pozycji napastnika. W swojej karierze rozegrał 44 mecze w reprezentacji Turcji i strzelił w nich 19 goli.

## Kariera klubowa
Karierę piłkarską Turan rozpoczął w klubie Sarıyer GK. W latach 1962–1968 grał w nim w drugiej lidze tureckiej. Następnie w 1968 roku odszedł do pierwszoligowego İstanbulsporu. W İstanbulsporze występował bez większych sukcesów przez cztery sezony.
W 1972 roku Turan odszedł z İstanbulsporu do innego klubu ze Stambułu, Fenerbahçe SK. Wraz z Fenerbahçe trzykrotnie wywalczył mistrzostwo Turcji w latach 1974, 1975 i 1978. Dwukrotnie zdobył Puchar Turcji w latach 1973 i 1978 oraz dwukrotnie superpuchar w tych samych latach. Trzykrotnie był królem strzelców tureckiej ligi. W sezonie 1973/1974 strzelił 14 goli, w sezonie 1975/1976 - 17 i w sezonie 1977/1978 - 17. Swoją karierę zakończył w 1980 roku.
| Sezon   | Klub          | Kraj   | Rozgrywki | Mecze | Bramki |
| ------- | ------------- | ------ | --------- | ----- | ------ |
| 1962/63 | Sarıyer GK    | Turcja | 2. Lig    | ?     | ?      |
| 1963/64 | Sarıyer GK    | Turcja | 2. Lig    | ?     | ?      |
| 1964/65 | Sarıyer GK    | Turcja | 2. Lig    | ?     | ?      |
| 1965/66 | Sarıyer GK    | Turcja | 2. Lig    | ?     | ?      |
| 1966/67 | Sarıyer GK    | Turcja | 2. Lig    | ?     | ?      |
| 1967/68 | Sarıyer GK    | Turcja | 2. Lig    | ?     | ?      |
| 1968/69 | İstanbulspor  | Turcja | 1. Lig    | 30    | 7      |
| 1969/70 | İstanbulspor  | Turcja | 1. Lig    | 29    | 7      |
| 1970/71 | İstanbulspor  | Turcja | 1. Lig    | 30    | 9      |
| 1971/72 | İstanbulspor  | Turcja | 1. Lig    | 28    | 9      |
| 1972/73 | Fenerbahçe SK | Turcja | 1. Lig    | 18    | 6      |
| 1973/74 | Fenerbahçe SK | Turcja | 1. Lig    | 30    | 14     |
| 1974/75 | Fenerbahçe SK | Turcja | 1. Lig    | 27    | 10     |
| 1975/76 | Fenerbahçe SK | Turcja | 1. Lig    | 30    | 17     |
| 1976/77 | Fenerbahçe SK | Turcja | 1. Lig    | 29    | 14     |
| 1977/78 | Fenerbahçe SK | Turcja | 1. Lig    | 30    | 17     |
| 1974/75 | Fenerbahçe SK | Turcja | 1. Lig    | 13    | 5      |
| 1974/75 | Fenerbahçe SK | Turcja | 1. Lig    | 15    | 2      |

## Kariera reprezentacyjna
W reprezentacji Turcji Turan zadebiutował 17 stycznia 1969 roku w wygranym 2:1 towarzyskim meczu z Arabią Saudyjską. W swojej karierze grał w eliminacjach do Euro 72, MŚ 1974, Euro 76, MŚ 1978 i Euro 80. Od 1969 do 1979 roku rozegrał w kadrze narodowej 44 mecze i strzelił w nich 19 bramek.